# Tor2web
O Tor2web é um servidor proxy usado para fornecer um gateway para serviços ocultos da rede Tor. O software foi originalmente criado por Aaron Swartz e Virgil Griffith.

## História
Projetado em 2008 por Aaron Swartz e Virgil Griffith, o tor2web fornece acesso para os serviços ocultos da rede Tor para qualquer pessoa com uma conexão à Internet e um navegador da Web. Os serviços ocultos normalmente só são acessíveis para usuários usando um Cliente Tor.
O software, parte do ProjetoGloba Leaks, atualmente é mantido pelo Hermes Center for Transparency and Digital Human Rights.

## Funcionamento
O Tor2web age como um servidor proxy entre o usuário e um serviço oculto. O usuário simplesmente substitui .onion do URL do serviço oculto por .tor2web.org. O Tor2web vai localizar o site do serviço oculto e retransmiti-lo para o usuário através do HTTPS.
O anonimato do leitor não é protegido por meio do tor2web, apenas o do editor. Um cabeçalho é adicionado a cada página web localizada através de tor2web avisando ao usuário deste fato e incentivar fortemente a utilizar o Tor Browser Bundle para obter o anonimato.
Em substituição ao Tor,comunidades de voluntários podem configurar proxies tor2web e tornar-los parte do tor2web round-robin para ajudar a conectar o público aos os serviços ocultos do Tor.

## Usos
O Tor2web é usado pelo software GlobaLeaks a fim de proporcionar acessibilidade ao público para iniciativas de denúncia web.